# Hansen (Idaho)
Hansen è una città degli Stati Uniti d'America, situata nello Stato dell'Idaho e precisamente nella Contea di Twin Falls.